# 고타소랑
고타소랑(古陀炤娘, ?~642년)은 대야성주 김품석의 부인으로, 김춘추(태종 무열왕)의 딸이자 김법민(문무왕)의 여동생이다. 대야성(현재의 경남 합천 지역)이 함락되자 김품석 일가는 자살했다고 전해진다.

## 생애
김춘추(태종 무열왕)와 문명왕후 슬하에서 태어난 고타소랑은 642년 대야성으로 출진한 백제의 장수 윤충이 성을 함락시키자 남편 김품석과 함께 가족 모두 자살했다고 전하고 있다. 이 과정에서 검일이 창고에 불을 지르고 백제에 항복했고 신라군의 사기가 떨어져 대야성은 함락되었다. 고타소랑의 유해는 647년 김유신에 의해 신라로 오게 된다.

## 영향
김춘추는 고타소를 비롯한 김품석 일가의 비참한 최후를 알게 되면서 고구려에 청병하였으나 거절당하고 후에 당나라에 청병하여 군사를 얻는다. 이는 660년의 백제 멸망과 668년 고구려 멸망에 영향을 끼쳤다.

## 김고타소가 등장한 작품
- 《연개소문》 (SBS, 2006년~2007년, 배우:최설화)
- 《대왕의 꿈》 (KBS, 2012년~2013년, 배우:박그리나, 정다빈)

## 같이 보기
- 김품석
- 죽죽
- 연개소문
- 검일
- 윤충